# 슬랑오르 FC

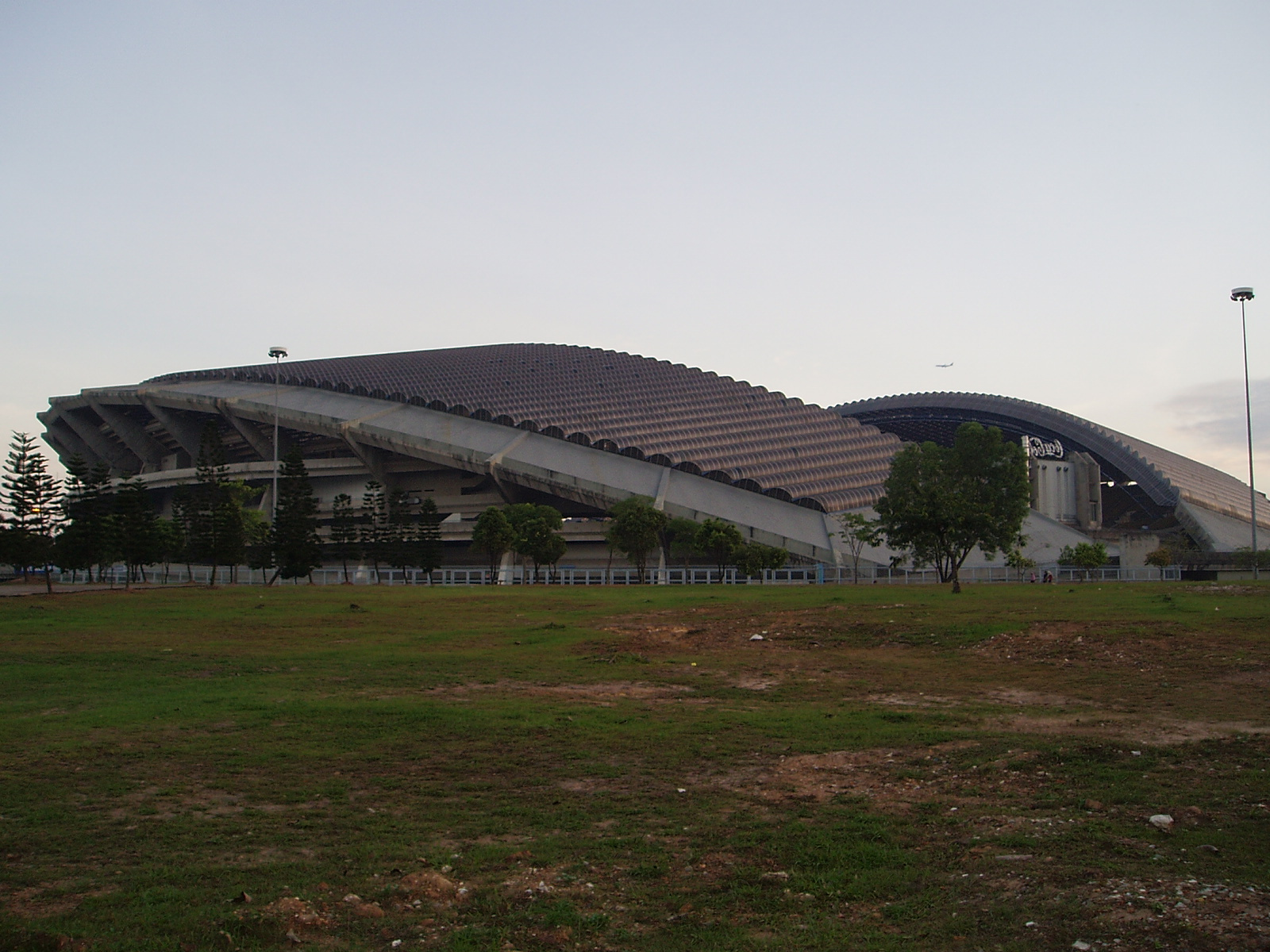

슬랑오르 FC(말레이어: Persatuan Bola Sepak Selangor, 영어: Selangor Football Club)은 말레이시아의 프로축구단으로 슬랑오르주 샤알람을 연고지로 하고 있다.

## 역사
AFC 챔피언스리그의 전신인 1967년 아시안 클럽 챔피언십에서 준우승을 차지했다.

## 선수 명단

### 현역
참고: FIFA 자격 규정에 따라 소속된 국가대표팀 국기를 표시합니다. 선수는 복수의 FIFA 비회원국 국적을 가지고 있을 수 있습니다.
| 번호 | 포지션 | 국적       | 이름              |
| ---- | ------ | ---------- | ----------------- |
| 7    | FW     | 말레이시아 | 파이살 할림       |
| 8    | MF     | 요르단     | 누르 알 라와브데  |
| 9    | FW     |            | 로니 페르난데스   |
| 11   | FW     | 카보베르데 | 알빈 포르테스     |
| 16   | MF     | 베네수엘라 | 요안드리 오로스코 |
| 21   | DF     | 싱가포르   | 사푸완 바하루딘   |
| 24   | MF     | 가나       | 알렉스 아그야르콰 |
| 25   | MF     | 크로아티아 | 니콜라 얌보르     |
| 30   | MF     | 미얀마     | 하잉텟아웅        |

| 번호 | 포지션 | 국적 | 이름 |
| ---- | ------ | ---- | ---- |

## 역대 감독
| 감독            | 임기   |
| --------------- | ------ |
| 키노시 카츠히토 | 2024 ~ |

## 우승 기록
- 아시안 클럽 챔피언십 준우승 (1회) - 1967
- 말레이시아 슈퍼 리그 (1부) (2회) - 2009, 2010
- 말레이시아 FA컵 (5회 / 최다 우승) - 1991, 1997, 2001, 2005, 2009
- 말레이시아 컵 (33회 / 최다 우승) - 1922, 1927, 1928, 1929, 1935, 1936, 1938, 1949, 1956, 1959, 1961, 1962, 1963, 1966, 1968, 1969, 1971, 1972, 1973, 1975, 1976, 1978, 1979, 1981, 1982, 1984, 1986, 1995, 1996, 1997, 2002, 2005, 2015
- 피알라 숨방시 (8회 / 최다 우승) - 1985, 1987, 1990, 1996, 1997, 2002, 2009, 2010

## 같이 보기
- 슬랑오르 FC II
- 샤알람 스타디움